# Wasserschutzgebiet

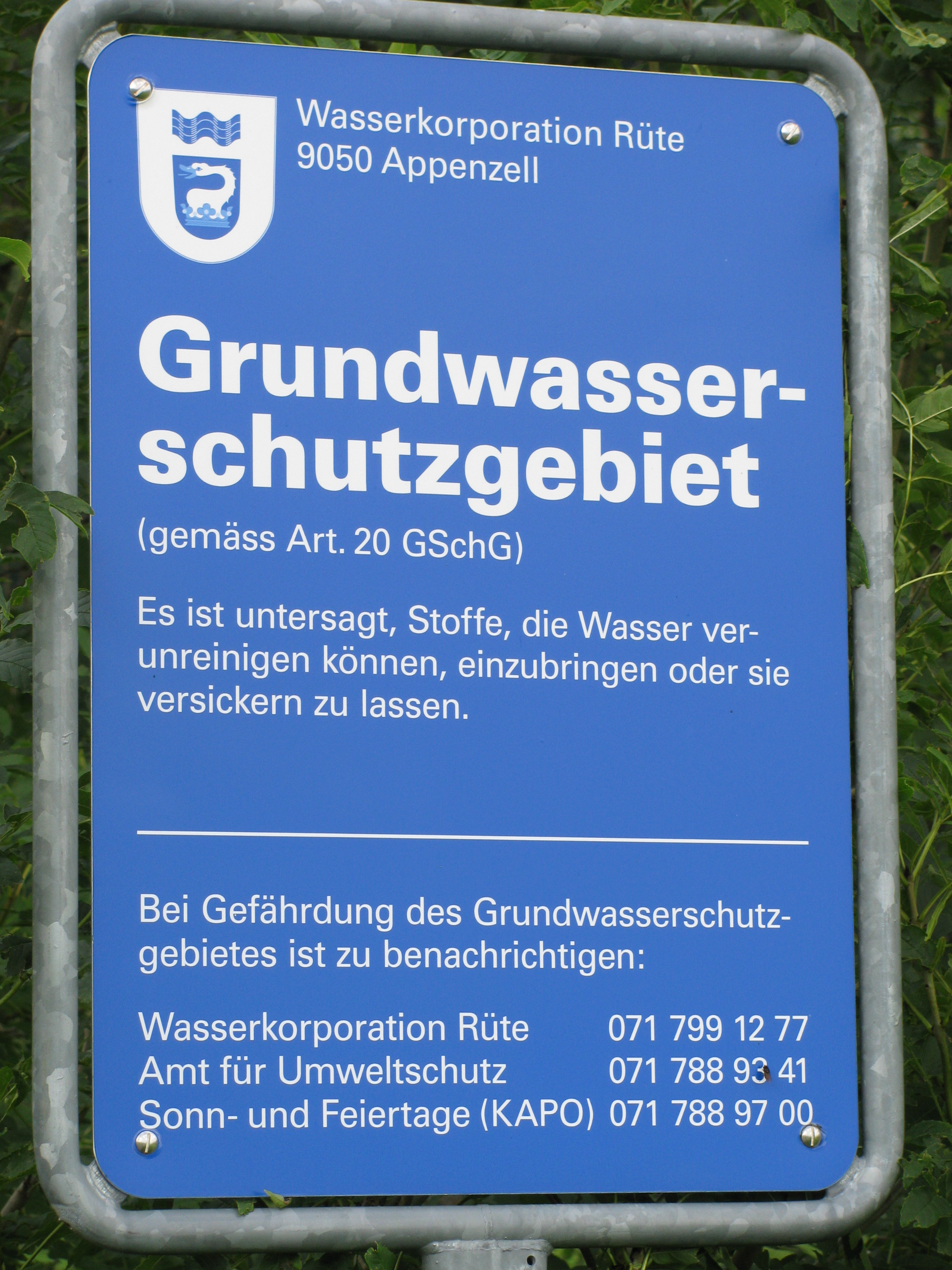
Hinweisschild „Grundwasserschutzgebiet“ in der Schweiz

Wasserschutzgebiete (WSG) sind Gebiete, in denen zum Schutz von Gewässern (Grundwasser, oberirdische Gewässer, Küstengewässer) vor schädlichen Einflüssen besondere Ge- und Verbote gelten. In Wasserschutzgebieten gelten festgelegte Verbote und Handlungsbeschränkungen, um das Wasser vor Verunreinigungen zu schützen.

## Abgrenzung
Wasserschutzgebiete sind von den Naturschutzgebieten und den anderen Schutzgebieten nach dem Bundesnaturschutzgesetz zu unterscheiden. Gebiete können zugleich etwa Wasser- und Naturschutzgebiet sein. So fällt beispielsweise ein Teil des Naturschutzgebietes Eldena zugleich in die Schutzzone III des Trinkwasserschutzgebietes Groß Schönwalde.

## Wasserschutzgebiete in Deutschland

### Rechtsgrundlage (Deutschland)

Trinkwasserschutzgebiet

Die Festsetzung bzw. Ausweisung und die besonderen Anforderungen in Wasserschutzgebieten werden im Kapitel 3 Besondere wasserwirtschaftliche Bestimmungen, Abschnitt 1 Öffentliche Wasserversorgung, Wasserschutzgebiete, Heilquellenschutz des Wasserhaushaltsgesetzes (WHG) geregelt. Die die Wasserschutzgebiete betreffenden Regelungen finden sich in den Paragraphen § 51 Festsetzung von Wasserschutzgebieten und § 52 Besondere Anforderungen in Wasserschutzgebieten. Die Festsetzung von Schutzgebieten erfolgt durch Rechtsverordnung der zuständigen Landesregierung. Die Landesregierungen können diese Ermächtigung durch Rechtsverordnung auf andere Landesbehörden übertragen (§ 51 Abs. 1 WHG), z. B. auf die unteren Wasserbehörden, die an den Landkreisen angesiedelt sind.
In der DDR wurden Wasserschutzgebiete auf Grundlage von § 29 des Wassergesetzes der DDR vom 2. Juli 1982 in Verbindung mit der Dritten Durchführungsverordnung vom 2. Juli 1982 festgesetzt. Die nach DDR-Recht festgesetzten Trinkwasserschutzgebiete gelten, wie alle vor dem 1. März 2010 festgesetzten Wasserschutzgebiete, gemäß § 106 Abs. 1 WHG als festgesetzte Wasserschutzgebiete im Sinne von § 51 Abs. 1 WHG.

### Wasserschutzgebiete nach Bundesländern
| Listen der Wasserschutzgebiete in Deutschland nach Bundesländern |
| ---------------------------------------------------------------- |
| Liste der Wasserschutzgebiete in Baden-Württemberg               |
| Liste der Wasserschutzgebiete in Bayern                          |
| Liste der Wasserschutzgebiete in Berlin                          |
| Liste der Wasserschutzgebiete in Brandenburg                     |
| Liste der Wasserschutzgebiete in der Freien Hansestadt Bremen    |
| Liste der Wasserschutzgebiete in Hamburg                         |
| Liste der Wasserschutzgebiete in Hessen                          |
| Liste der Wasserschutzgebiete in Mecklenburg-Vorpommern          |
| Liste der Wasserschutzgebiete in Niedersachsen                   |
| Liste der Wasserschutzgebiete in Nordrhein-Westfalen             |
| Liste der Wasserschutzgebiete in Rheinland-Pfalz                 |
| Liste der Wasserschutzgebiete im Saarland                        |
| Liste der Wasserschutzgebiete in Sachsen                         |
| Liste der Wasserschutzgebiete in Sachsen-Anhalt                  |
| Liste der Wasserschutzgebiete in Schleswig-Holstein              |
| Liste der Wasserschutzgebiete in Thüringen                       |

## Festsetzung von Wasserschutzgebieten
Wasserschutzgebiete können festgesetzt werden, soweit es das Wohl der Allgemeinheit erfordert, Gewässer im Interesse der derzeit bestehenden oder künftigen öffentlichen Wasserversorgung vor nachteiligen Einwirkungen zu schützen, das Grundwasser anzureichern oder das schädliche Abfließen von Niederschlagswasser sowie das Abschwemmen und den Eintrag von Bodenbestandteilen, Dünge- oder Pflanzenbehandlungsmitteln in Gewässer zu verhüten. In der Festsetzung ist der Begünstigte – z. B. der Träger der Wasserversorgung – anzugeben (§ 51 Abs. 1 WHG).
Wasserschutzgebiete werden überwiegend zur Sicherung der öffentlichen Wasserversorgung festgesetzt. Als öffentliche Wasserversorgung wird die der Allgemeinheit dienende Wasserversorgung bezeichnet, die eine Aufgabe der staatlichen Daseinsvorsorge ist (§ 50 Abs. 1 WHG).
Das Grundwasservorkommen muss dabei schutzbedürftig, schutzwürdig und schutzfähig sein. Eine Schutzbedürftigkeit liegt vor, wenn es wahrscheinlich ist, dass das Grundwasservorkommen ohne Schutzanforderungen in seiner Eignung als Trinkwasser beeinträchtigt wird. Dies trifft insbesondere zu, wenn sich das Grundwasservorkommen in der Nähe von dicht besiedelten Gebieten, Industrie, Bergbau, Verkehrsanlagen oder Bereichen mit landwirtschaftlicher Nutzung befindet. Das Vorkommen ist schutzwürdig, wenn das Grundwasser als Trinkwasser geeignet ist (einwandfreie Beschaffenheit), das Grundwasserdargebot ausreichend ist und die Trinkwasseraufbereitung weitgehend auf natürliche Weise erfolgt. Die Schutzfähigkeit bezeichnet die langfristige Gewährleistung der Schutzwürdigkeit durch die aufgestellten Verbote, jedoch ohne eine unverhältnismäßige Beschränkungen der Rechte Dritter. Daher muss abgewogen werden, ob die möglichen Schutzbestimmungen geeignet sind, das Schutzziel zu erreichen oder ob das Schutzziel mit vertretbarem Aufwand auch auf anderen Wegen sichergestellt werden kann.

## Schutzzonen

Wasserschutzzone I – Fassungsbereich

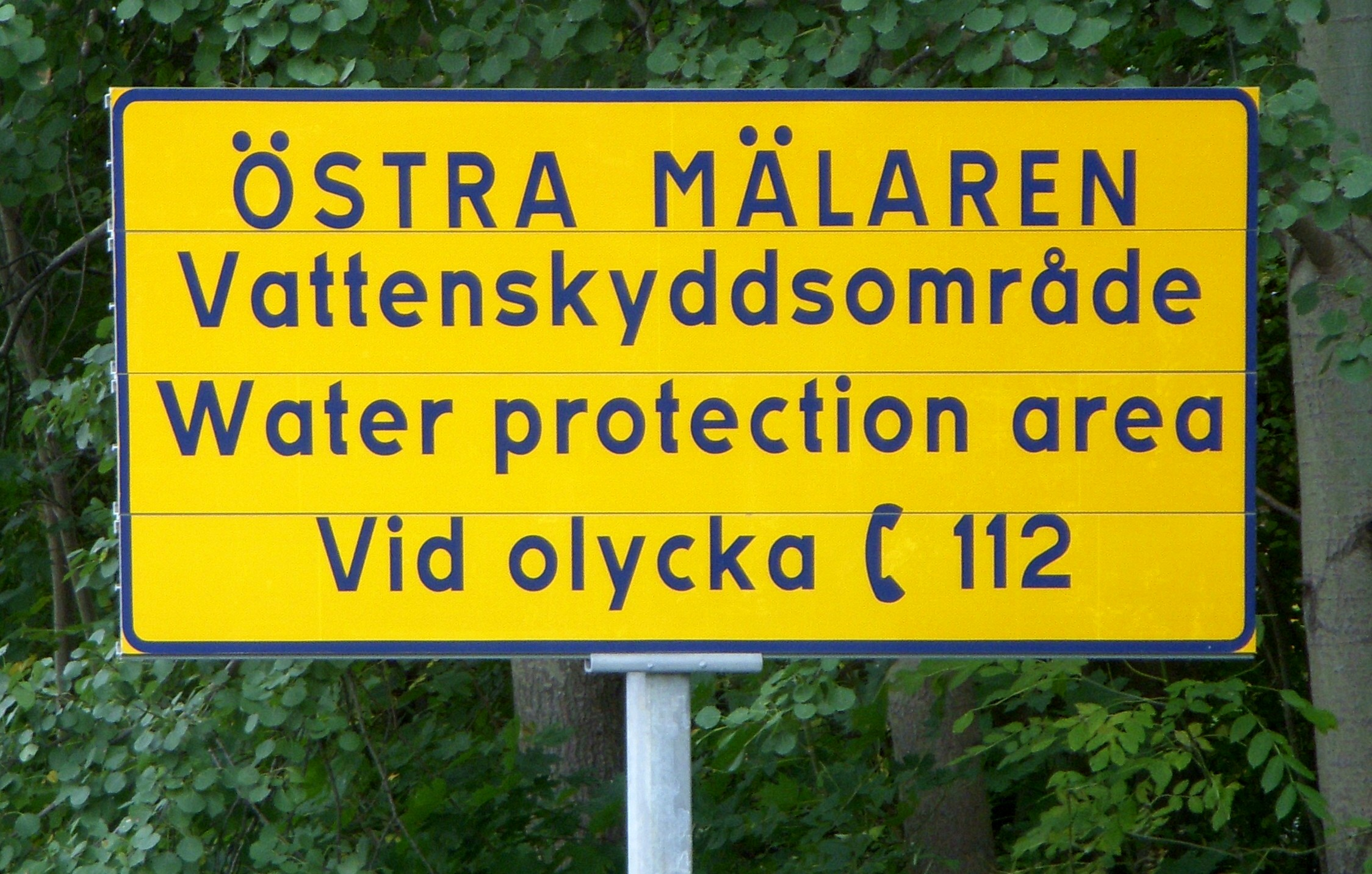
„Östra Mälaren Vattenskyddsområde“, Wasserschutzgebiet für den östlichen Mälaren, Schweden

Zum Schutz können verschiedene Wasserschutzzonen festgesetzt werden. Trinkwasserschutzgebiete sollen nach Maßgabe der allgemein anerkannten Regeln der Technik in Zonen mit unterschiedlichen Schutzbestimmungen unterteilt werden (§ 51 Abs. 2 WHG). Als allgemein anerkannte Regeln der Technik gelten im Wesentlichen die von der DVGW gemeinsam mit der LAWA erarbeiteten technischen Regeln (Schutzgebiete für Grundwasser) Arbeitsblatt W 101 und W 102 (Schutzgebiete für Talsperren).
Gemäß § 52 WHG können in Wasserschutzgebieten besondere Anforderungen festgesetzt werden, soweit der Schutzzweck dies erfordert. Daher enthalten die Rechtsverordnungen individuelle Festsetzungen für das jeweilige Schutzgebiet. Übliche Festsetzungen sind:

### Wasserschutzzone I – Fassungsbereich
Die Schutzzone I schützt die eigentliche Fassungsanlage (Brunnen) im Nahbereich und hat in der Regel einen Radius von mindestens 10 m, unter bestimmten Voraussetzungen auch von mindestens 20 m. Bei Talsperren soll die Schutzzone 1 den Stausee, die Vorsperren, die Uferflächen sowie die Krone des Absperrbauwerks umfassen. Jegliche anderweitige Nutzung und das Betreten für Unbefugte sind verboten.

### Wasserschutzzone II – Engeres Schutzgebiet
Vom Rand der engeren Schutzzone soll die Fließzeit zu den Brunnen mindestens 50 Tage betragen, um Trinkwasser vor bakteriellen Verunreinigungen zu schützen. Bei sehr günstigen Untergrundverhältnissen (z. B. gespannter Grundwasserspiegel) soll die Grenze mindestens 100 Meter Abstand von der Wasserfassung haben.
Bei Talsperren sind in der Schutzzone 2 üblicherweise die oberirdischen Zuflüsse, deren Quellen und das umgebende Gelände (häufig 100 m Breite) enthalten.
Die Verletzung der Deckschicht ist verboten, deshalb gelten Nutzungsbeschränkungen unter anderem für:
- Bebauung
- Bodennutzung mit Verletzung der oberen Bodenschichten
- Landwirtschaft, besonders bzgl. Düngung
- Straßenbau
- Tourismus
- Umgang mit wassergefährdenden Stoffen

### Wasserschutzzone III – Weiteres Schutzgebiet
Sie umfasst das gesamte Einzugsgebiet der geschützten Wasserfassung. Hier gelten Verbote bzw. Nutzungseinschränkungen wie:
- Ablagern von Schutt, Abfallstoffen, wassergefährdenden Stoffen
- Anwendung von Gülle, Klärschlamm, Pflanzenschutz- und Schädlingsbekämpfungsmittel,
- Massentierhaltung, Kläranlagen, Sand- und Kiesgruben
- Umgang mit wassergefährdenden Stoffen

Es ist eine weitere Unterteilung der Schutzzonen II und III bei Talsperren bzw. der Schutzzone III bei Grundwasserfassungen in Zonen A und B möglich.

## Heilquellenschutzgebiete
Zum Schutz staatlich anerkannter Heilquellen können die Landesregierungen durch Rechtsverordnung Heilquellenschutzgebiete festsetzen. Es gelten die für Trinkwasserschutzgebiete genannten Vorschriften (§ 53 WHG).

## Bestandsschutz
Für bestehende Nutzungen innerhalb eines Wasserschutzgebietes gilt in der Regel Bestandsschutz, was jedoch zusätzliche Auflagen und Einschränkungen nicht ausschließt. Das betrifft z. B. das Verbot der Errichtung und Erweiterung von Straßen und Gebäuden in der Zone II, welches nicht bedeutet, dass bestehende Straßen und Gebäude in dieser Zone abgebrochen werden müssen. Allerdings können derartige bestehende Nutzungen die Wirksamkeit des Wasserschutzgebietes herabsetzen. Daher sieht § 52 Abs. 4 WHG im Falle einer notwendigen unzumutbaren Beschränkung des Eigentums eine Entschädigung vor. Gemäß § 52 Abs. 5 WHG ist bei einer Einschränkung der land- oder forstwirtschaftlichen Nutzung Ausgleich zu leisten.

## Rechtsschutz
Gegen die Rechtsverordnung, durch die ein Wasserschutzgebiet festgesetzt wird, kann in fast allen Bundesländern direkt vorgegangen werden (Normenkontrolle). Ansonsten muss zunächst ein auf die Rechtsverordnung gestützter Verwaltungsakt abgewartet werden (etwa ein Bußgeldbescheid oder die Versagung einer Genehmigung), gegen den dann mittels Anfechtungs- oder Verpflichtungsklage vorgegangen werden kann. In deren Rahmen kann dann auch die Festsetzung des Wasserschutzgebietes inzident geprüft werden.
Da § 51 WHG keinen drittschützenden Charakter hat, kann die Festsetzung eines Gebietes als Wasserschutzgebiet nicht erzwungen werden. Anderes würde nur gelten, wenn ein Bundesland von der Abweichungskompetenz (Art. 72 Abs. 3 Nr. 5 GG) der konkurrierenden Gesetzgebung Gebrauch macht und durch Landesrecht die Wasserschutzgebiete drittschützend ausgestaltet. Fehlender Drittschutzcharakter bedeutet ferner, dass ein Nutznießer eines Wasserschutzgebietes (beispielsweise ein Wasserversorgungsunternehmen) auch nicht gegen die Erteilung von Ausnahmen von den im Wasserschutzgebiet geltenden Ge- und Verboten vorgehen kann, die einem Dritten gewährt werden.

## Auf ein Wasserschutzgebiet hinweisende und dem Gewässerschutz dienende Verkehrszeichen

### Deutschland

Zeichen 354 „Wasserschutzgebiet“ der StVO
Zeichen 269 „Verbot für Fahrzeuge mit wassergefährdender Ladung“ der StVO
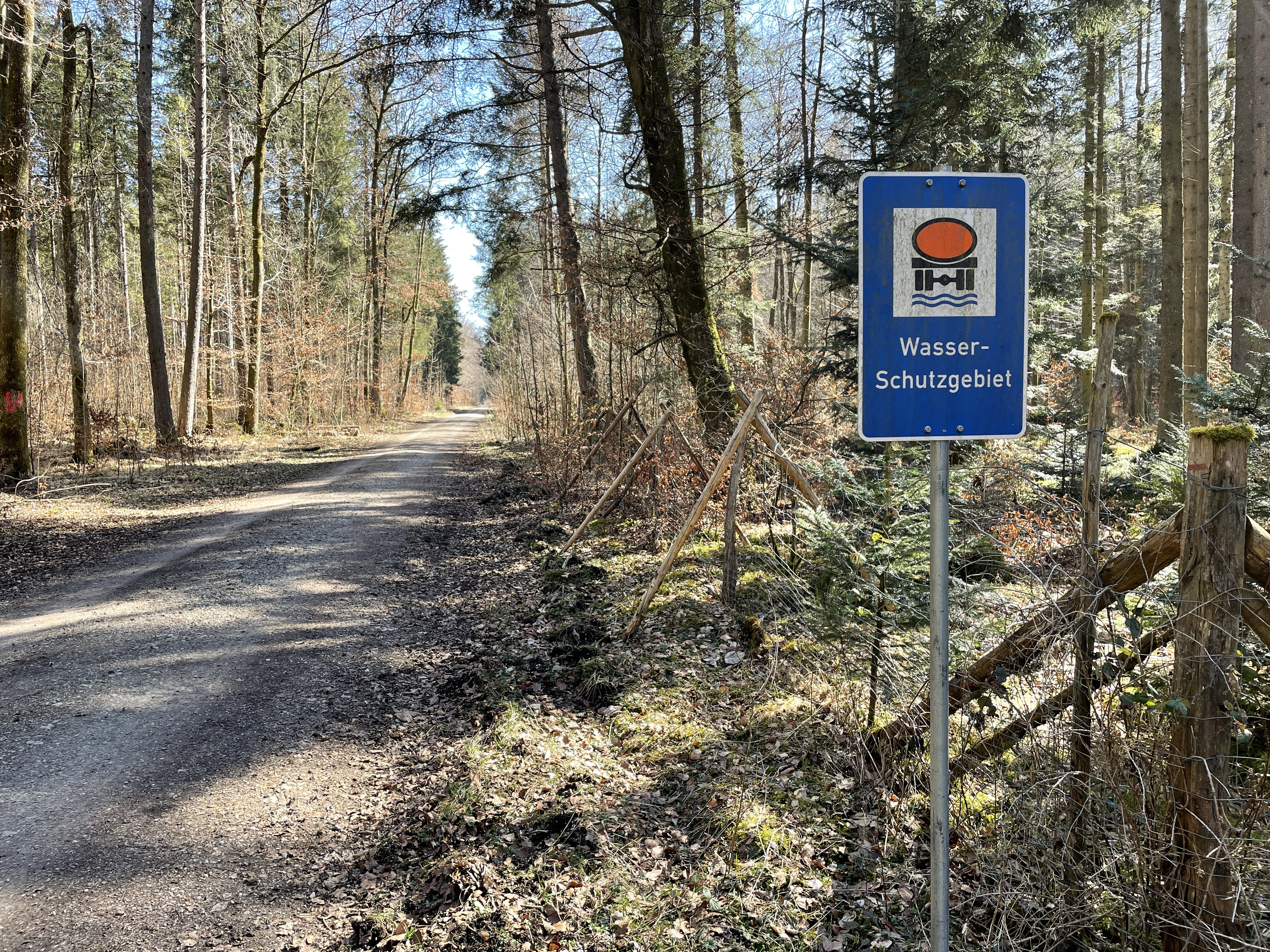
Zeichen 354 im Wasserschutzgebiet Hofoldinger Forst bei München

Das Richtzeichen 354 „Wasserschutzgebiet“ der Straßenverkehrs-Ordnung (StVO) der Bundesrepublik Deutschland ist an den Grenzen der Einzugsgebiete von Trinkwasser und von Heilquellen auf Straßen anzuordnen, auf denen Fahrzeuge mit wassergefährdender Ladung häufig fahren. In der Regel ist die Länge der Strecke, die durch das Wasserschutzgebiet führt, auf einem Zusatzzeichen (§ 40 Abs. 4 StVO) anzugeben. Das Zeichen ist nur im Benehmen mit der für die Reinhaltung des Wassers zuständigen Behörde anzuordnen. Folglich kann trotz Abwesenheit des Zeichens 354 ein Wasserschutzgebiet (einschließlich Trinkwasserschutzgebiet) oder Heilquellenschutzgebiet festgesetzt sein.
Das Vorschriftzeichen 269 „Verbot für Fahrzeuge mit wassergefährdender Ladung“ bestimmt: „wer ein Fahrzeug führt, darf die Straße mit mehr als 20 l wassergefährdender Ladung nicht benutzen“. „Das Zeichen ist nur im Benehmen mit der für die Reinhaltung des Wassers zuständigen Behörde anzuordnen.“ Zur Anbringung und Entfernung von Verkehrszeichen in Form des Zeichens 269 bedarf die Straßenverkehrsbehörde der Zustimmung der obersten Landesbehörde oder der von ihr bestimmten Stelle. In diesem Zusammenhang wird auch auf die vom Bundesministerium für Verkehr und digitale Infrastruktur im Einvernehmen mit den obersten Landesbehörden erlassenen Richtlinien für die Anordnung von Zeichen 261 Verbot für kennzeichnungspflichtige Kraftfahrzeuge mit gefährlichen Gütern verwiesen, die im Verkehrsblatt veröffentlicht wurden.
Wassergefährdende Ladung im Sinne der Bestimmungen zu den Zeichen 269 und 354 und den dazu erlassenen Verwaltungsvorschriften besteht aus Stoffen oder enthält Stoffe, die folgender Definition entsprechen:
„Wassergefährdende Stoffe sind feste, flüssige und gasförmige Stoffe, insbesondere Säuren, Laugen, Alkalimetalle, Siliciumlegierungen mit über 30 Prozent Silicium, metallorganische Verbindungen, Halogene, Säurehalogenide, Metallcarbonyle und Beizsalze, Mineral- und Teeröle sowie deren Produkte, flüssige sowie wasserlösliche Kohlenwasserstoffe, Alkohole, Aldehyde, Ketone, Ester, halogen-, stickstoff- und schwefelhaltige organische Verbindungen, Gifte, die geeignet sind, nachhaltig die physikalische, chemische oder biologische Beschaffenheit des Wassers nachteilig zu verändern.“

### Andere Länder

Belgien Zeichen C24c
Frankreich Zeichen B18b
Österreich Zeichen 7e
Polen Zeichen B-14
Schweiz Zeichen 4.10
Schweiz Zeichen 2.11
Spanien Zeichen R-110
Spanien Zeichen R-415

## Richtlinien für den Straßenbau in Wasserschutzgebieten
In der Bundesrepublik Deutschland sind beim Neu-, Um- und Ausbau von Straßen in Wasserschutzgebieten die Richtlinien für bautechnische Maßnahmen an Straßen in Wasserschutzgebieten, Ausgabe 2016 (RiStWag 2016) anzuwenden.